# Purworejo (Wonogiri)
Purworejo is een bestuurslaag in het regentschap Wonogiri van de provincie Midden-Java, Indonesië. Purworejo telt 3749 inwoners (volkstelling 2010).